# Dicaeum
Dicaeum es un género de aves paseriformes de la familia Dicaeidae. Sus especies se distribuyen por la región indomalaya, la Wallacea, Melanesia y Australia.

## Especies
Se reconocen las siguientes especies:
- Dicaeum annae (Büttikofer, 1894) - picaflores culidorado;
- Dicaeum agile (Tickell, 1833) - picaflores picogrueso;
- Dicaeum aeruginosum (Bourns y Worcester, 1894) - picaflores estriado;
- Dicaeum everetti (Sharpe, 1877) - picaflores dorsipardo;
- Dicaeum proprium Ripley y Rabor, 1966 - picaflores bigotudo;
- Dicaeum chrysorrheum Temminck, 1829 - picaflores pechiestriado;
- Dicaeum melanoxanthum (Blyth, 1843) - picaflores ventrigualdo;
- Dicaeum vincens (Sclater, PL, 1872) - picaflores cingalés;
- Dicaeum aureolimbatum (Wallace, 1865) - picaflores flanquigualdo;
- Dicaeum nigrilore Hartert, 1904 - picaflores de Mindanao;
- Dicaeum anthonyi (McGregor, 1914) - picaflores coronado;
- Dicaeum bicolor (Bourns y Worcester, 1894) - picaflores bicolor;
- Dicaeum australe (Hermann, 1783) - picaflores filipino;
- Dicaeum haematostictum Sharpe, 1876 - picaflores pechinegro;
- Dicaeum retrocinctum Gould, 1872 - picaflores de Mindoro;
- Dicaeum quadricolor (Tweeddale, 1878) - picaflores de Cebú;
- Dicaeum trigonostigma (Scopoli, 1786) - picaflores ventrinaranja;
- Dicaeum hypoleucum Sharpe, 1876 - picaflores zumbador;
- Dicaeum erythrorhynchos (Latham, 1790) - picaflores piquirrojo;
- Dicaeum concolor Jerdon, 1840 - picaflores de los Nilgiri;
- Dicaeum minullum Swinhoe, 1870 - picaflores sencillo;
- Dicaeum virescens Hume, 1873 - picaflores de Andamán;
- Dicaeum pygmaeum (Kittlitz, 1833) - picaflores pigmeo;
- Dicaeum nehrkorni Blasius, W, 1886 - picaflores de Nehrkorn;
- Dicaeum erythrothorax Lesson, 1828 - picaflores pechirrojo;
- Dicaeum schistaceiceps Gray, GR, 1861 - picaflores de Halmahera;
- Dicaeum vulneratum Wallace, 1863 - picaflores cenizo;
- Dicaeum pectorale Müller, S, 1843 - picaflores pectoral;
- Dicaeum geelvinkianum Meyer, AB, 1874 - picaflores capirrojo;
- Dicaeum nitidum Tristram, 1889 - picaflores de las Luisiadas;
- Dicaeum eximium Sclater, PL, 1877 - picaflores de las Bismarck;
- Dicaeum aeneum Pucheran, 1853 - picaflores de las Salomón;
- Dicaeum tristrami Sharpe, 1884 - picaflores de San Cristóbal;
- Dicaeum igniferum Wallace, 1864 - picaflores encendido;
- Dicaeum maugei Lesson, 1830 - picaflores de Maugé;
- Dicaeum hirundinaceum (Shaw, 1792) - picaflores golondrina;
- Dicaeum celebicum Müller, S, 1843 - picaflores de Célebes;
- Dicaeum monticolum Sharpe, 1887 - picaflores de Borneo;
- Dicaeum ignipectus (Blyth, 1843) - picaflores pechofuego;
- Dicaeum sanguinolentum Temminck, 1829 - picaflores sangrante;
- Dicaeum cruentatum (Linnaeus, 1758) - picaflores dorsirrojo;
- Dicaeum trochileum (Sparrman, 1789) - picaflores cabecirrojo.